# 亞航飛龍航空

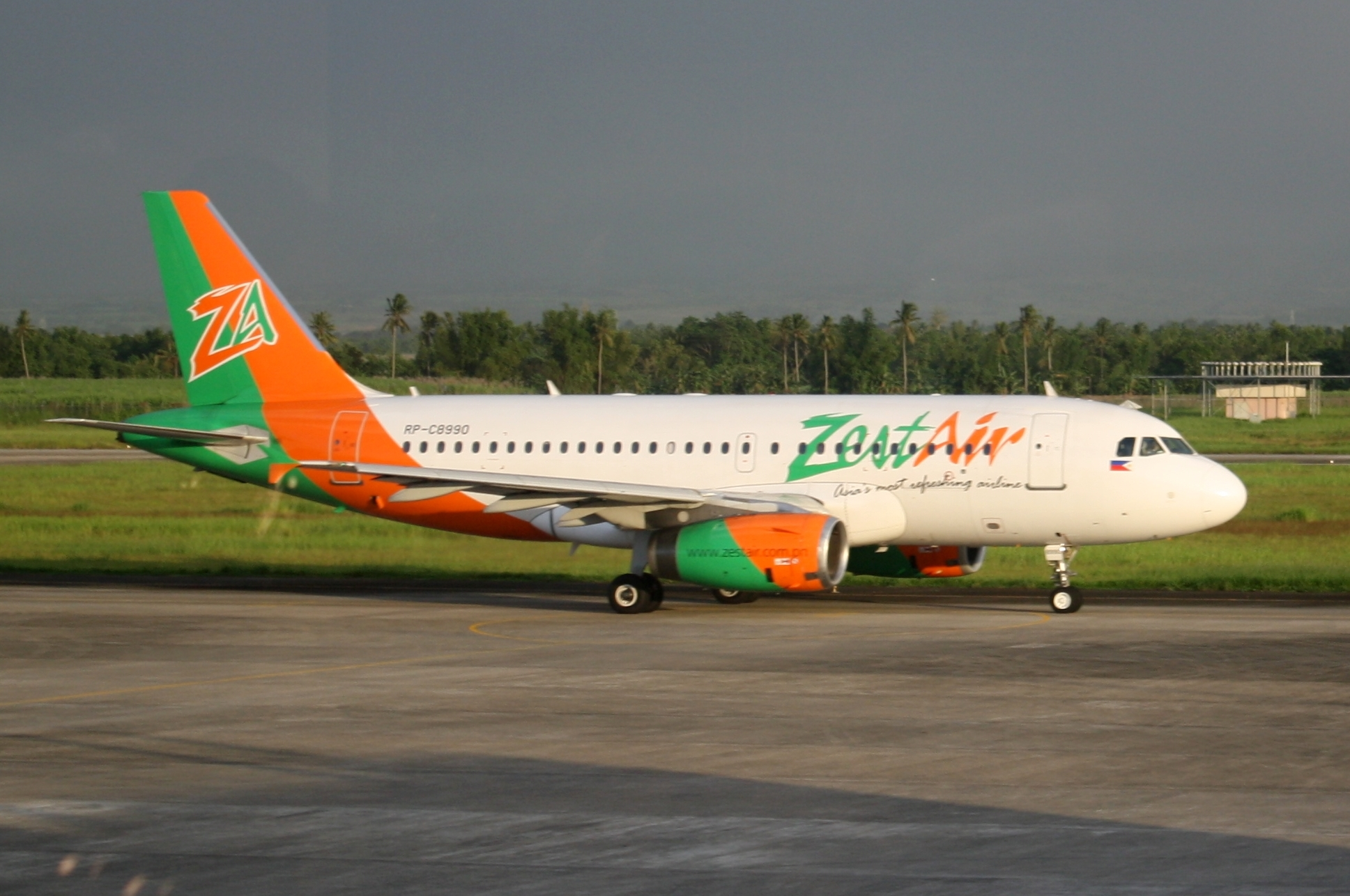
前飛龍航空A320飛機在描戈律錫萊国际機場

- 關於名为“亚洲航空”的航空公司，請見「亚洲航空 (消歧义)」。
- 關於名为“飞龙航空”的航空公司，請見「飞龙航空 (消歧义)」。

亞航飛龍航空（AirAsia ZEST Airways, Inc.）前身為亞洲精神航空、飛龍航空，是菲律賓第三大航空公司，規模僅次於菲律賓航空以及宿霧太平洋航空。總部位於首都馬尼拉帕謝市，其樞紐機場設於馬尼拉尼诺伊·阿基诺国际机场，經營國內與國際航線。
2013年3月11日，前飛龍航空與菲律宾亚洲航空簽署策略結盟協議，結合為姊妹航空公司。根據協議，菲律賓亞航收購前飛龍航空49%普通股，以及Asiawide航空100%股權，而前飛龍航空大股Allen yang其仁（Allen yang）認購菲律賓亞航15%股權。

## 概要
1995年Zest航空是由Antonio "Toti" Turalba、 Emmanuel "Noel" Oñate、Archibald Po３人共同出資以亞洲精神航空名義成立。
2008年3月Zest-O Corp 控股、現任總裁Alfredo M. Yao買下亞洲精神航空，並更名為前飛龍航空。

## 航空公司與目的地
亞航飛龍航空飛往10個國內目的地，以及3個國家的4個國際目的地。

## 圖庫

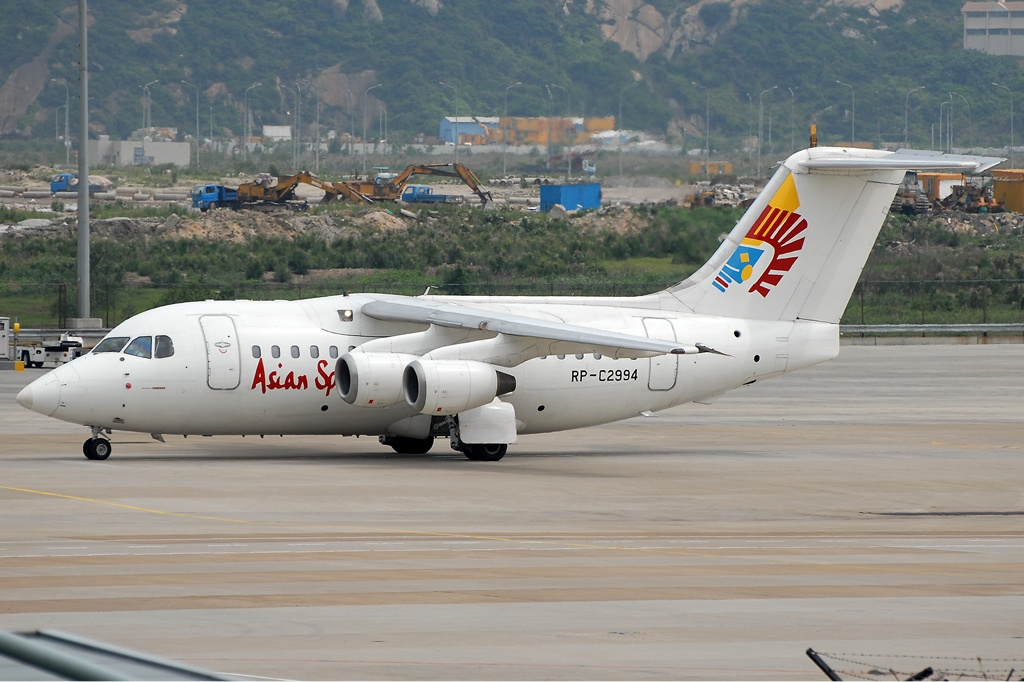
前飛龍航空BAE 146-100
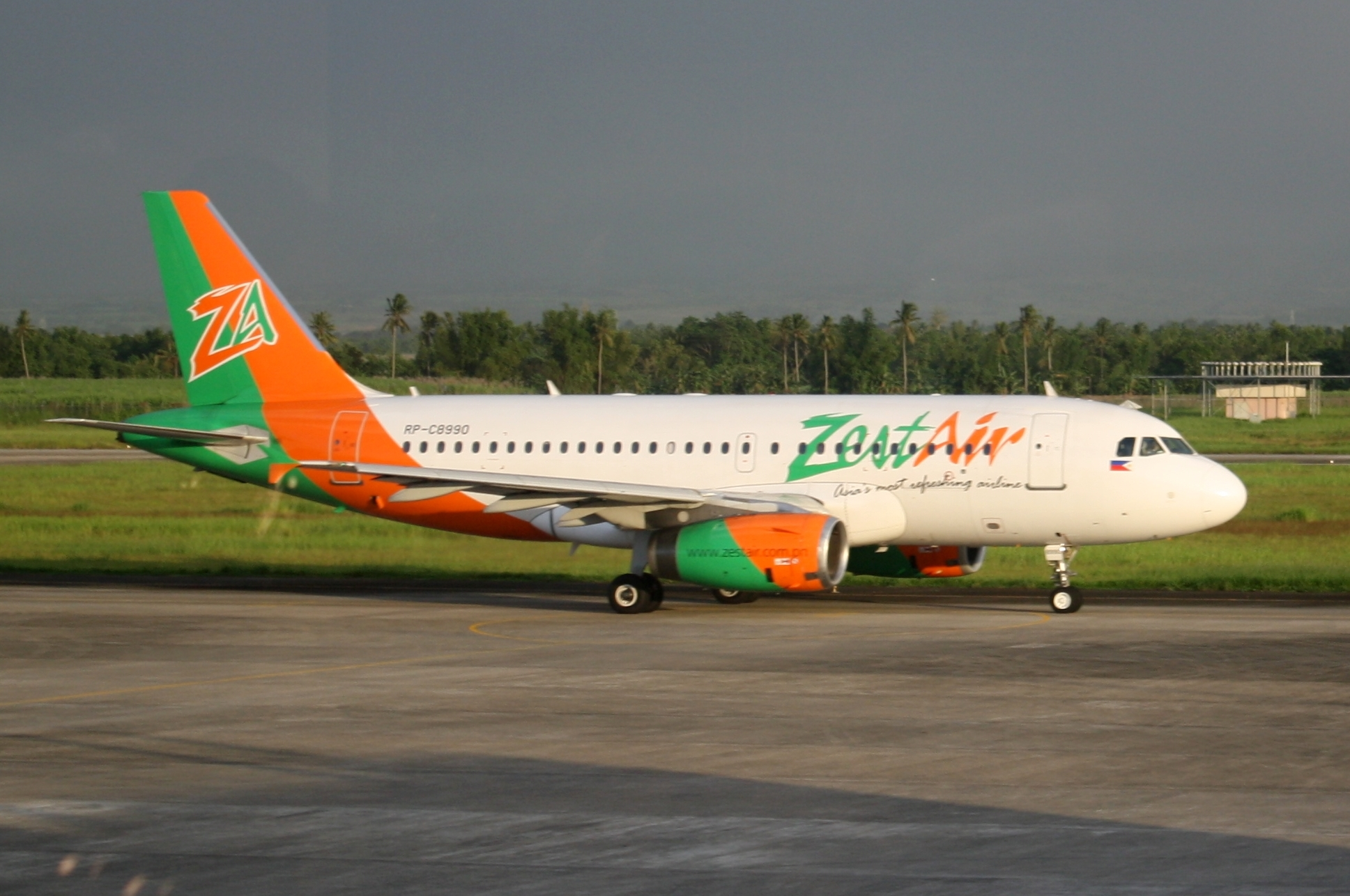
前飛龍航空A319-100
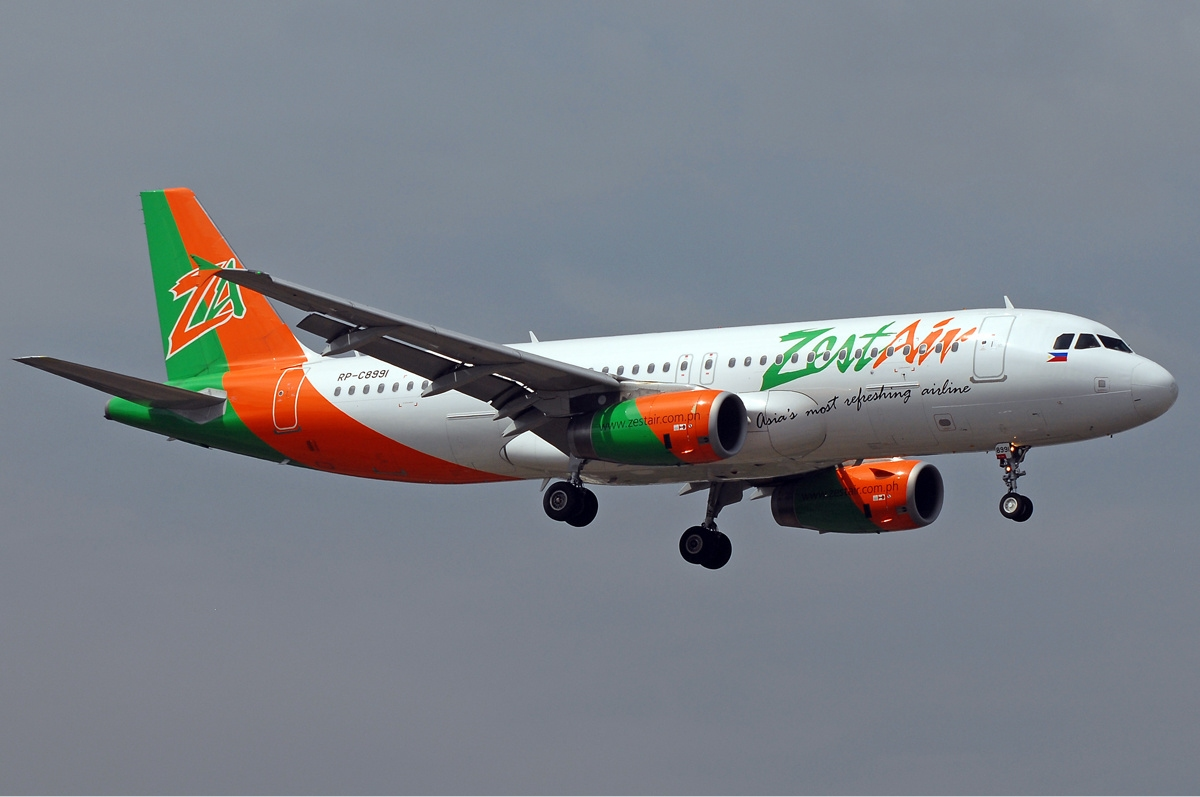
前飛龍航空A320-200

## 外部連結
- Zest Airways （页面存档备份，存于）
- Zest Airways Fleet[永久]
- Zest Air adds planes for Middle East flights （页面存档备份，存于）